# Mendon (Missouri)
Mendon és una població dels Estats Units a l'estat de Missouri. Segons el cens del 2000 tenia 208 habitants.

## Demografia
Segons el cens del 2000, Mendon tenia 208 habitants, 92 habitatges, i 57 famílies. La densitat de població era de 446,2 habitants per km².
Dels 92 habitatges en un 31,5% hi vivien nens de menys de 18 anys, en un 55,4% hi vivien parelles casades, en un 5,4% dones solteres, i en un 38% no eren unitats familiars. En el 35,9% dels habitatges hi vivien persones soles el 18,5% de les quals corresponia a persones de 65 anys o més que vivien soles. El nombre mitjà de persones vivint en cada habitatge era de 2,26 i el nombre mitjà de persones que vivien en cada família era de 3.
Per edats la població es repartia de la següent manera: un 25% tenia menys de 18 anys, un 8,7% entre 18 i 24, un 26% entre 25 i 44, un 23,6% de 45 a 60 i un 16,8% 65 anys o més.
L'edat mediana era de 38 anys. Per cada 100 dones de 18 o més anys hi havia 81,4 homes.
La renda mediana per habitatge era de 31.875 $ i la renda mediana per família de 33.281 $. Els homes tenien una renda mediana de 32.969 $ mentre que les dones 15.417 $. La renda per capita de la població era de 14.537 $. Entorn del 6,3% de les famílies i el 7,6% de la població estaven per davall del llindar de pobresa.

## Poblacions més properes
El següent diagrama mostra les poblacions més properes.